# Czartołomie
Czartołomie is een plaats in het Poolse district  Chojnicki, woiwodschap Pommeren. De plaats maakt deel uit van de gemeente Chojnice en telt 170 inwoners.